# OPECバスケット価格
OPECバスケット価格（OPECバスケットかかく）、またはOPECバスケット（英: OPEC Basket）は、OPEC諸国の代表的な原油価格を加重平均した値。原油市場を分析する上で重要な指標である。2019年12月現在、下記の原油をベースにしている。
- サハラン・ブレンド（アルジェリア）
- ジラッソル（アンゴラ）
- ジェノ（コンゴ共和国）
- ザフィーロ（赤道ギニア）
- ラビ・ライト（ガボン）
- イラニアン・ヘビー（イラン）
- バスラ・ライト（イラク）
- クウェート・エクスポート（クウェート）
- エス・シダー（リビア）
- ボニー・ライト（ナイジェリア）
- アラビアン・ライト（サウジアラビア）
- マーバン（アラブ首長国連邦）
- メレイ（ベネズエラ）

## 過去のライナップ
- BCF 17（ベネズエラ）- 2009年1月除外[1]。
- ミナス（インドネシア）- 2017年1月除外[1]。
- カタールマリン（カタール）- 2019年1月除外[1]。